# Krzysztof Zuchora
Krzysztof Jan Zuchora (ur. 10 stycznia 1940 w Głownie) – polski teoretyk i wykładowca wychowania fizycznego, nauczyciel akademicki, poeta.

## Życiorys
Ukończył LO w Głownie w 1958 oraz studia na AWF w Warszawie i Uniwersytecie Warszawskim, uzyskując stopień doktora nauk o kulturze fizycznej w 1969. Został wykładowcą na AWF w Warszawie. Został członkiem Komisji Rehabilitacyjnej; Kultury Fizycznej i Integracji Społecznej Polskiej Akademii Nauk, wiceprezesem Polskiego Towarzystwa Naukowego Kultury Fizycznej, wiceprezesem Polskiej Akademii Olimpijskiej i Komisji Kultury Polskiego Komitetu Olimpijskiego.
W 1973 został redaktorem naczelnym czasopisma „Kultura Fizyczna”, ponadto był zastępcą redaktora naczelnego czasopisma „Quo Vadis”, a także polskiej edycji „Kroniki Sportu”. Za swoją twórczość literacką był nagradzany.
Otrzymał tytuł honorowego obywatela Głowna. Postanowieniem prezydenta RP Aleksandra Kwaśniewskiego z 30 marca 1998 został odznaczony Krzyżem Kawalerskim Orderu Odrodzenia Polski za wybitne zasługi w działalności społecznej na rzecz rozwoju i upowszechniania sportu wśród dzieci i młodzieży. Postanowieniem prezydenta RP Bronisława Komorowskiego z 30 czerwca 2015 został odznaczony Krzyżem Oficerskim Orderu Odrodzenia Polski za wybitne zasługi w działalności na rzecz polskiego ruchu olimpijskiego.

## Twórczość
Poezja i proza
- Jasnowłosej (1968)
- Chwila bez godziny (1972)
- Cicho (1980)
- W słonecznej koronie stadionu (1995)
- W cieniu światła (1998)
- W zatoce serca (2001)
- Przebudzenie (2001)
- Bezdomny wiersz (2002)
- Wiersze o miłości (2002)
- Odwrócone niebo (2004)
- Sonet z jabłkiem (2005)
- W cieniu światła (2006)
- Noc bliżej światła (2007)

Publikacje dot. kultury fizycznej
- Wychowanie fizyczne naszych dni (1974)
- Wychowanie w kulturze fizycznej (1980)
- Sport nie jedno ma imię
- Białe dorzecze sportu
- Dalekie i bliskie krajobrazy sportu